# Штраух, Аннегрет
Аннегрет Штраух (нем. Annegret Strauch; род. 1 декабря 1968, Радебойль, Мейсен), в замужестве Хемиш (нем. Hämisch) — немецкая гребчиха, выступавшая за сборные ГДР и Германии в конце 1980-х — начале 1990-х годов. Чемпионка летних Олимпийских игр в Сеуле, обладательница бронзовой медали Олимпиады в Барселоне, чемпионка мира, победительница многих регат национального и международного значения.

## Биография
Аннегрет Штраух родилась 1 декабря 1968 года в городе Радебойль, ГДР. Проходила подготовку в Дрездене в спортивном клубе «Айнхайт».
Первого серьёзного успеха на международном уровне добилась в сезоне 1985 года, когда вошла в состав восточногерманской национальной сборной и одержала победу в парных четвёрках на чемпионате мира среди юниоров в Бранденбурге. Год спустя на аналогичных соревнованиях в Рачице стала бронзовой призёркой в парных двойках.
Благодаря череде удачных выступлений удостоилась права защищать честь страны на летних Олимпийских играх 1988 года в Сеуле — в составе команды, куда также вошли гребчихи Юдит Цайдлер, Катрин Хаккер, Уте Вильд, Аня Клуге, Беатрикс Шрёэр, Уте Штанге, Рамона Бальтазар и рулевая Даниэла Нойнаст, заняла в женских восьмёрках первое место, завоевав тем самым золотую олимпийскую медаль. За это выдающееся достижение по итогам сезона была награждена орденом «За заслуги перед Отечеством» в золоте.
В 1989 году победила в безрульных распашных четвёрках на чемпионате мира в Бледе.
На мировом первенстве 1990 года в Тасмании стала бронзовой призёркой в восьмёрках, пропустив вперёд команды из Румынии и США.
После объединения ГДР и ФРГ вошла в состав гребной сборной Германии и продолжила принимать участие в крупнейших международных регатах. Так, в 1992 году выиграла бронзовую медаль в восьмёрках на Олимпийских играх в Барселоне — здесь её экипаж опередили гребчихи из Канады и Румынии. За это достижение удостоилась высшей спортивной награды Германии «Серебряный лавровый лист».